# John Carlos Baez
John Carlos Baez, ameriški fizik in kozmolog, * 12. junij 1961, San Francisco, Kalifornija, ZDA.
Baez je leta 1986 doktoriral iz matematične fizike na Tehnološkem inštitutu Massachusettsa (MIT) pod mentorstvom Irvinga Segala.
Raziskuje na področju teorije zančne kvantne gravitacije in uporabo teorije kategorij v fiziki. Je profesor na Univerzi Kalifornije v Riversideu.
Zelo je prisoten na internetu, kjer je najbolj znan po svoji periodični (vendar ne tedenski) zbirki povzetkov člankov Najdbe tega tedna v matematični fiziki (This Week's Finds in Mathematical Physics). Te članke je poslal v razne novičarske skupine Useneta. Zbirka Najdbe tega tedna, začeta leta 1993, je morda predhodnica osebnega dnevnika (webloga, bloga). Leta 1998 se je, bolj za šalo kot zares, domislil indeksa počenega vrča (angleško crackpot index).
Ne sme se ga zamenjevati z njegovo sestrično, znano pevko folka Joan Chandos Báezovo. Njen oče, fizik Albert Baez, pa je bil njegov stric.